# Wital Sauko
Wital Leanidawitsch Sauko (belarussisch Віталь Леанідавіч Саўко; * 8. März 1974 in Minsk, Weißrussische SSR, Sowjetunion) ist ein ehemaliger belarussischer Eishockeyspieler und derzeitiger -trainer mit der Staatsbürgerschaft der Vereinigten Arabischen Emirate, der je zweimal Meister von Belarus und der Vereinigten Arabischen Emirate wurde.

## Karriere

### Spieler
Wital Sauko begann seine Karriere als Eishockeyspieler bei Chimik Nawapolazk (ab 1995 Polimir Nawapolazk). Mit dem Team gewann er 1996 und 1997 die belarussische Meisterschaft. Von 1998 bis 2000 spielte er nicht nur für Polimir, sondern parallel auch beim GKS Katowice in der polnischen Ekstraliga. Nachdem er die Saison 2000/01 beim KHK Roter Stern Belgrad und beim HK Olimpija Ljubljana verbracht hatte, kehrte er nach Nawapolazk zurück. Später spielte er auch für den HK Wizebsk den HK Brest in der belarussischen Extraliga.
2010 zog es ihn auf die Arabische Halbinsel, wo er bis zu seinem Karriereende 2022 für die al-’Ain Theebs in der Emirates Ice Hockey League spielte. Mit dem Klub aus der Oasenstadt im Emirat Abu Dhabi gewann er 2020 und 2022 die Meisterschaft der Emirate.

### Trainer
Bereits während seiner aktiven Laufbahn war Sauko als Trainer tätig. Überwiegend war er Trainerassistent bei Nachwuchsmannschaften des Eissportverbandes der Vereinigten Arabischen Emirate, war aber auch für die al-’Ain Theebs tätig. Bei der IIHF Ice Hockey Women’s Asia and Oceania Championship 2025 war er Cheftrainer der Frauennationalmannschaft der Vereinigten Arabischen Emirate.

### International
Ende der 1990er Jahre absolvierte Sauko für Belarus zwei Länderspiele, nahm aber nie an einem großen Turnier teil.
Nach seiner Einbürgerung vertrat er die Vereinigten Arabischen Emirate bei der Qualifikation zur Weltmeisterschaft der Division III 2019 und der Weltmeisterschaft der Division III 2022, als den Arabern erstmals der Aufstieg in die Division II gelang. Zudem nahm ef an der Olympiaqualifikation für die Winterspiele in Peking 2022 teil.

## Erfolge und Auszeichnungen
| - 1995 Belarussischer Vizemeister mit Chimik-SKA Nawapolazk - 1996 Belarussischer Meister mit Polimir Nawapolazk - 1997 Belarussischer Meister mit Polimir Nawapolazk | - 1998 Belarussischer Vizemeister mit Polimir Nawapolazk - 2020 Meister der Vereinigten Arabischen Emirate mit den al-’Ain Theebs - 2022 Meister der Vereinigten Arabischen Emirate mit den al-’Ain Theebs |

### International
- 2019 Qualifikation für die Division III bei der Qualifikation zur Division III
- 2022 Aufstieg in die Division II, Gruppe B, bei der Weltmeisterschaft der Division III, Gruppe A